# Legnatia albitarsis
Legnatia albitarsis är en stekelart som först beskrevs av Heinrich 1934.  Legnatia albitarsis ingår i släktet Legnatia och familjen brokparasitsteklar. Inga underarter finns listade i Catalogue of Life.